# Планувальні райони Сінгапуру

Схема планувальних районів Сінгапуру

Планува́льні райо́ни Сінгапу́ру — неофіційні територіальні підрозділи Сінгапуру, які використовуються в планувальних та статистичних цілях. Вперше створені на початку 1990-х років. Налічується 55 планувальних районів, які об'єднані в 5 регіонів. У кожному планувальному районі мешкають близько 150 тисяч жителів. У центрі району наявні заклади харчування, торговельно-розважальні центри. Кожен район поділяється на підзони, яких може бути більше 10 та які пов'язані з вузлами громадської активності.

## Статистика
Станом на 2015 рік найбільше населення має район Бедок — майже 290 тисяч жителів. За ним йдуть райони Західний Джуронг та Тампінес.

## Список районів
| Бішан Букіт-Мера Південні Острови Гейланг Калланг Марін-Парад Квінстаун Тоа-Пайо Бедок Чангі Пая-Лебар Пасір-Ріс Північно-Східні Острови Тампінес Центральний водозбірний басейн Вудлендс Анг-Мо- Кіо Букіт- Баток Букіт- Панджанг Клементі Букіт- Тіма Танглін Центр міста Джуронг Східний Західні Острови Бун-Лей Піонер Туас Західний водозбірний басейн Лім-Чу- Канг Сунгей- Кадут Чоа-Чу- Канг Тенга Джуронг Західний Новена Серангун Хуганг Сенканг Мандай Їщун Сембаванг Сімпанг Селетар Панггол Чангі-Бей Західний регіон Північно-Східний регіон Північний регіон Східний регіон Центральний регіон |

| Назва (Українська)             | Англійська назва/малайська назва*                  | Китайська назва | Піньїнь              | Тамільська назва     | Планувальний регіон | Площа (км2) | Населення | Щільність (/км2) |
| ------------------------------ | -------------------------------------------------- | --------------- | -------------------- | -------------------- | ------------------- | ----------- | --------- | ---------------- |
| Анг-Мо-Кіо                     | Ang Mo Kio                                         | 宏茂桥          | Hóng mào qiáo        | ஆங் மோ கியோ              | Північно-Східний    | 13,94       | 174770    | 12538,2          |
| Аутрам                         | Outram                                             | 欧南            | Ōu nán               | ஊட்ரம்                 | Центральний         | 1,37        | 22080     | 16081,6          |
| Бедок                          | Bedok                                              | 勿洛            | Wù luò               | பிடோ                   | Східний             | 21,69       | 289750    | 13360,5          |
| Бішан                          | Bishan                                             | 碧山            | Bì shān              | பீஷான்                  | Центральний         | 7,62        | 90700     | 11896,6          |
| Букіт-Баток                    | Bukit Batok                                        | 武吉巴督        | Wǔjí bā dū           | புக்கிட் பாத்தோக்            | Західний            | 11,13       | 139270    | 12513            |
| Букіт-Мера                     | Bukit Merah                                        | 红山            | Hóng shān            | புக்கிட் மேரா              | Центральний         | 14,34       | 155840    | 10871,3          |
| Букіт-Панджанг                 | Bukit Panjang                                      | 武吉班让        | Wǔjí bān ràng        | பக்கிட் பஞ்சாங்            | Західний            | 8,99        | 139030    | 15466,7          |
| Букіт-Тіма                     | Bukit Timah                                        | 武吉知马        | Wǔjí zhī mǎ          | புக்கித் திமா              | Центральний         | 17,53       | 74470     | 4248,4           |
| Бун-Лей                        | Boon Lay                                           | 文礼            | Wén lǐ               | பூன் லே                 | Західний            | 8,23        | 30        | 3,6              |
| Вудлендс                       | Woodlands                                          | 兀兰            | Wù lán               | ஊட்லண்ட்ஸ்               | Північний           | 13,59       | 250290    | 18424            |
| Гейланг                        | Geylang                                            | 芽笼            | Yá lóng              | கேலாங்                  | Центральний         | 9.64        | 116,960   | 12,129           |
| Джуронг Західний               | Jurong West/Jurong Barat                           | 裕廊西          | Yù láng xī           | ஜூரோங் மேற்கு              | Західний            | 14,69       | 272660    | 18563,5          |
| Джуронг Східний                | Jurong East/Jurong Timur                           | 裕廊东          | Yù láng dōng         | ஜூரோங் கிழக்கு             | Західний            | 17,83       | 84980     | 4766,9           |
| Західний водозбірний басейн    | Western Water Catchment/Kawasan Tadahan Air Barat  | 西部集水区      | Xībù jíshuǐqū        | மேற்கத்திய நீர் நீர்ப்பிடிப்பு    | Західний            | 69,46       | 900       | 13               |
| Західні Острови (Сінгапур)     | Western Islands/Kepulauan Barat                    | 西部群岛        | Xībù qúndǎo          | மேற்கத்திய தீவுகள்          | Західний            | 39,47       |           |                  |
| Їшун                           | Yishun                                             | 义顺            | Yì shùn              | யீஷூன்                  | Північний           | 21.24       | 201,970   | 9,507.2          |
| Калланг                        | Kallang                                            | 加冷            | Jiā lěng             | காலாங்                  | Центральний         | 9,17        | 101210    | 11038,3          |
| Квінстаун (Сінгапур)           | Queenstown                                         | 女皇镇          | Nǚhuáng zhèn         | குவீன்ஸ்டவுன்              | Центральний         | 20,43       | 98050     | 4800,5           |
| Клементі                       | Clementi                                           | 金文泰          | Jīn wéntài           | கிளிமெண்டி                | Західний            | 9,49        | 91630     | 9650,3           |
| Лім-Чу-Канг                    | Lim Chu Kang                                       | 林厝港          | Lín cuò gǎng         | லிம் சூ காங்              | Північний           | 17,3        | 90        | 5,2              |
| Мандай                         | Mandai                                             | 万礼            | Wàn lǐ               |                      | Північний           | 11,77       | 2120      | 180,2            |
| Маріна-Іст                     | Marina East/Marina Timur                           | 滨海东          | Bīnhǎi dōng          | மெரினா கிழக்கு             | Центральний         | 1,82        |           |                  |
| Маріна-Саут                    | Marina South/Marina Selatan                        | 滨海南          | Bīnhǎi nán           | மெரினா தென்               | Центральний         | 1,62        |           |                  |
| Марін-Парад                    | Marine Parade                                      | 马林百列        | Mǎ lín bǎi liè       | மரின் பரேட்              | Центральний         | 6,12        | 48730     | 7966,3           |
| Музейний                       | Museum/Muzium                                      | 博物馆          | Bówùguǎn             | அருங்காட்சியகம் திட்டமிடல் பகுதி | Центральний         | 0,83        | 380       | 457,8            |
| Новена                         | Novena                                             | 诺维娜          | Nuò wéi nà           | நொவீணா                  | Центральний         | 8,98        | 47990     | 5344,1           |
| Ньютон                         | Newton                                             | 纽顿            | Niǔ dùn              | நியூட்டன்                | Центральний         | 2,07        | 6920      | 3344,6           |
| Орчард                         | Orchard                                            | 乌节            | Wū jié               | ஓர்ச்சர்ட்               | Центральний         | 0,96        | 920       | 960,3            |
| Панггол                        | Punggol                                            | 榜鹅            | Bǎng é               | பொங்கோல்                 | Північно-Східний    | 9,34        | 109750    | 11746,8          |
| Пасір-Ріс                      | Pasir Ris                                          | 巴西立          | Bāxī lì              | பாசிர் ரிஸ்               | Східний             | 15,02       | 139890    | 9313             |
| Пая-Лебар                      | Paya Lebar                                         | 巴耶利峇        | Bā yé lì bā          | பாய ளேபர்               | Східний             | 11,69       | 40        | 3,4              |
| Південні Острови               | Southern Islands/Kepulauan Selatan                 | 南部群岛        | Nánbù qúndǎo         | தெற்கு தீவுகள்             | Центральний         | 6,07        | 1480      | 244              |
| Північно-Східні Острови        | North-Eastern Islands/Kepulauan Timur Laut         | 东北群岛        | Dōngběi qúndǎo       | வட-கிழக்கு தீவுகள்         | Північно-Східний    | 42,88       | 60        | 1,4              |
| Піонер                         | Pioneer                                            | 先驱            | Xiānqū               | பயனியர்                | Західний            | 12,1        | 100       | 8,3              |
| Рівер-Валлі                    | River Valley                                       | 里峇峇利        | Lǐ bā bā lì          | நதி பள்ளத்தாக்கு           | Центральний         | 1,48        | 9190      | 6230,5           |
| Рохор                          | Rochor                                             | 梧槽            | Wú cáo               | ரோச்சர்                 | Центральний         | 1,62        | 14590     | 9034,1           |
| Селетар                        | Seletar                                            | 实里达          | Shí lǐ dá            |                      | Північно-Східний    | 10,25       | 270       | 26,3             |
| Сембаванг                      | Sembawang                                          | 三巴旺          | Sān bā wàng          | செம்பவாங்                | Північний           | 12,34       | 76530     | 6203,3           |
| Сенгканг                       | Sengkang                                           | 盛港            | Shèng gǎng           | செங்காங                 | Північно-Східний    | 10,59       | 206680    | 19511            |
| Серангун                       | Serangoon                                          | 实龙岗          | Shí lónggǎng         | சிராங்கூன்                | Північно-Східний    | 10,1        | 120670    | 11945,2          |
| Сімпанг                        | Simpang                                            | 新邦            | Xīn bāng             | சிம்பாங்                 | Північний           | 5,13        |           |                  |
| Сінгапур                       | Singapore River/Sungai Singapura                   | 新加坡河        | Xīnjiāpō hé          | சிங்கப்பூர் நதி            | Центральний         | 0,96        | 2720      | 2842,2           |
| Стрейтс-В'ю                    | Straits View/Pemandangan Selat                     | 海峡景          | Hǎixiá jǐng          | ஸ்ட்ரெய்ட்ஸ் காண்க           | Центральний         | 0,77        |           |                  |
| Сунгей-Кадут                   | Sungei Kadut/Sungai Kadut                          | 双溪加株        | Shuāng xī jiā zhū    |                      | Північний           | 15,99       | 850       | 53,2             |
| Тампінес                       | Tampines                                           | 淡滨尼          | Dàn bīn ní           | தெம்பினிஸ்                | Східний             | 20,89       | 261230    | 12506,2          |
| Танглін                        | Tanglin                                            | 东陵            | Dōng líng            | டங்லின்                 | Центральний         | 7,63        | 19000     | 2491,8           |
| Тенга                          | Tengah                                             | 登珈            | Dēng jiā             | தெங்கா                  | Західний            | 7,4         | 10        | 1,4              |
| Тоа-Пайо                       | Toa Payoh                                          | 大巴窑          | Dàbā yáo             | தோ பயோ                 | Центральний         | 8,17        | 124940    | 15298,2          |
| Туас                           | Tuas                                               | 大士            | Dà shì               | துவாஸ்                  | Західний            | 30,04       | 70        | 2,3              |
| Хоуганг                        | Hougang                                            | 后港            | Hòu gǎng             | ஹவ்காங்                 | Північно-Східний    | 13,93       | 222310    | 15960,2          |
| Центральний водозбірний басейн | Central Water Catchment/Kawasan Tadahan Air Tengah | 中央集水区      | Zhōngyāng jí shuǐ qū | மத்திய நீர் நீர்ப்பிடிப்பு      | Північний           | 37,15       | 10        | 0,3              |
| Центр міста                    | Downtown Core/Pusat Bandar                         | 市中心          | Shì zhōngxīn         | சிங்கப்பூர் நகர மையத்தில்     | Центральний         | 4,34        | 3720      | 857,1            |
| Чангі                          | Changi                                             | 樟宜            | Zhāng yí             | சாங்கி                  | Східний             | 40,61       | 2530      | 62,3             |
| Чангі-Бей                      | Changi Bay/Teluk Changi                            | 樟宜湾          | Zhāng yí wān         | சாங்கி பே                | Східний             | 1,7         |           |                  |
| Чоа-Чу-Канг                    | Choa Chu Kang                                      | 蔡厝港          | Cài cuò gǎng         | சுவா சூ காங்              | Західний            | 6,11        | 174330    | 28513,2          |

* = Якщо назва малайського походження, то написання англійською й малайською збігається, і подано лише одну назву.